# 王善录
王善录，浙江钱塘（今浙江杭州）人，是一名清朝政治人物。
王善录曾于1878年接替陶甄任嘉定县知县一职，1878年由程其珏接任。